# باکلان
باکلان یک واژهٔ روسی-اوکراینی است و نام‌های دیگر و فارسی قره‌قار، قره‌غاز، دارغاز، آب‌قُنبِل (و در افغانستان: آزمند) است. باکلان‌ها در سردهٔ پرنده باکلان‌ها∗ و خانوادهٔ باکلانان (Phalacrocoracidae) جای می‌گیرند.
تیرهٔ باکلانان (باکلانیان)، دارقازان یا آب‌قَنبَلان (نام علمی: Phalacrocoracidae) نام یک تیره از پرندگان راستهٔ بوبی‌سانان است که شامل نزدیک به ۴۰ باکلان در می‌شود.
پرندگان تیرهٔ باکلانان دارای ۴۰ گونه است. جانوران این تیرهٔ پرندگانی آبزی از راستهٔ مرغ‌سقاسانان هستند، به رنگ سیاه صیقلی و گردن بلند که میان همهٔ انگشتان پاهایشان با پردههٔ کاملی به هم پیوسته است. باکلان‌ها به میزان زیادی از ماهی تغذیه می‌کنند. از گونه‌های بومی ایران می‌توان به باکلان بزرگ و باکلان کوچک اشاره کرد. باکلان‌ها از مرغان دریایی میان‌جثه تا بزرگ‌جثه هستند. اندازه آن‌ها از باکلان کوتوله∗ که ۴۵ سانتیمتر طول و ۳۴۰ گرم وزن دارد، آغاز می‌شود تا باکلان بی‌پرواز∗ که ۱۰۰ سانتیمتر طول و ۵ کیلوگرم وزن دارد. البته باکلان عینکی∗ که به‌تازگی منقرض شده با میانگین وزن ۶٫۳ کیلوگرم از همه دیگر گونه‌ها بزرگ‌تر بود.